# اينار اولسون
اينار اولسون (بالسويدية: Ejnar "Lill-Einar" Olsson)‏ هو متزلج قفز ولاعب كرة قدم سويدي، ولد في 18 يوليو 1886 في ستوكهولم في السويد، وتوفي في 26 فبراير 1983. لعب مع Djurgårdens IF ‏.